# Historique du parcours européen des clubs polonais de football
Cet article relate l'historique du parcours européen des clubs polonais de football de 1955, date de la première participation d'un club polonais (en l'occurrence le Gwardia Varsovie) à la Coupe des clubs champions européens, à nos jours. Cet article ne prend en compte que les quatre plus importantes coupes du football européen, c'est-à-dire la Ligue des Champions (anciennement Coupe des clubs champions européens), la Coupe d'Europe des vainqueurs de coupe (disparue), la Ligue Europa (anciennement Coupe UEFA) et la Ligue Conférence de l'UEFA.
Champion de Pologne quatorze fois, c'est le Górnik Zabrze qui détient le meilleur résultat en Coupe d'Europe, ayant atteint la finale de la Coupe d'Europe des vainqueurs de coupe en 1970, avant d'être battu par Manchester City sur le score de deux buts à un.

## Historique

### Les années 2010: la remontée impulsée par l'organisation de l'Euro 2012?

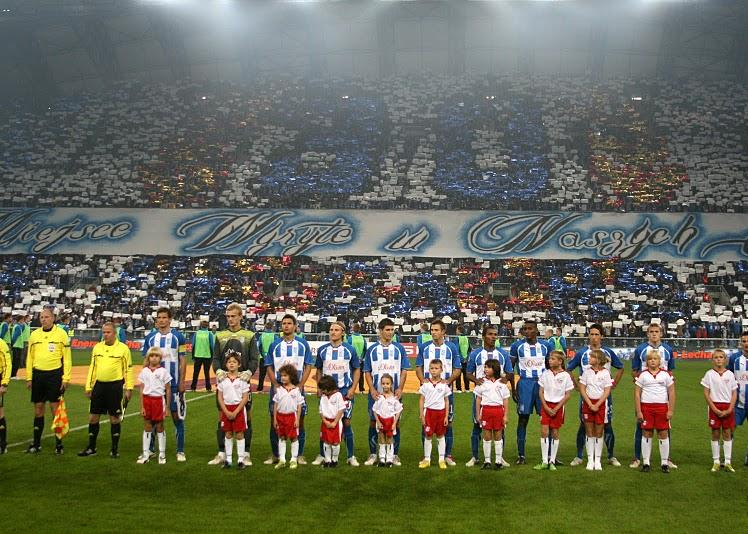
Présentation des équipes lors de Poznań - Salzbourg (2010).

Alors que le Wisła, Chorzów et Białystok ne parviennent pas à passer plus de deux tours en Ligue Europa, c'est le Lech Poznań qui relève le niveau du football polonais en ce début de décennie. Certes éliminé de la Ligue des champions, Poznań réussit un bon parcours en C3, battant Manchester City et tenant en échec par deux fois la Juventus. Qualifié pour les seizièmes, le Lech est stoppé par le futur finaliste de la compétition, le club portugais de Braga.
La saison suivante, même si Poznań n'est pas présente pour défendre son bilan, les équipes polonaises obtiennent de bons résultats. Pour la première fois depuis de très nombreuses années, deux clubs atteignent la phase finale de l'ancienne Coupe UEFA, le Wisła Cracovie (qui n'a toujours pas réussi à se qualifier pour la phase de groupes de la nouvelle version de la Ligue des champions, pour quelques minutes et pour la septième fois de suite) et le Legia Varsovie. Tous deux sont néanmoins éliminés dès les seizièmes de finale.

## Ligue des Champions de l'UEFA (C1)
(anciennement Coupe des Clubs Champions Européens de 1955 à 1992)

### Parcours
1. ↑   Un match d'appui sur terrain neutre est disputé pour départager les deux équipes. Celui-ci se terminant à nouveau sur un match nul lorsqu'il est arrêté en cours de prolongation à cause d'une panne d'éclairage, c'est finalement le Wismut Karl-Marx-Stadt qui se qualifie par tirage au sort.
2. ↑  Dukla Prague se qualifie par tirage au sort

### Bilan
| Class | Clubs                 | Nb.participation | Meilleur résultat                      |
| ----- | --------------------- | ---------------- | -------------------------------------- |
| 1     | Legia Varsovie        | 15               | Demi-finale 1970                       |
| 2     | Górnik Zabrze         | 12               | Quarts de finale 1968                  |
| 3     | Lech Poznań           | 9                | Huitièmes de finale 1991, 1993 et 1994 |
| 4     | Wisła Cracovie        | 8                | Quarts de finale 1979                  |
| 5     | Widzew Łódź           | 5                | Demi-finale 1983                       |
| 6     | Ruch Chorzów          | 5                | Quarts de finale 1975                  |
| 7     | Gwardia Varsovie      | 2                | Huitièmes de finale 1956               |
| 8     | Polonia Bytom         | 2                | Huitièmes de finale 1963               |
| 9     | Stal Mielec           | 2                | Seizièmes de finale 1977               |
| 10    | Zagłębie Lubin        | 2                | Seizièmes de finale 1992               |
| 11    | Śląsk Wrocław         | 2                | Premier tour 1978                      |
| 12    | ŁKS Łódź              | 2                | Deuxième tour de qualification 1999    |
| 13    | Szombierki Bytom      | 1                | Huitièmes de finale 1981               |
| 14    | Raków Częstochowa     | 1                | Barrages 2024                          |
| 15    | Jagiellonia Białystok | 1                | Troisième tour de qualification 2025   |
| 16    | Polonia Varsovie      | 1                | Troisième tour de qualification 2001   |
| 17    | Piast Gliwice         | 1                | Premier tour de qualification 2020     |
| Total | Total                 | Total            | Demi-finale 1970 et 1983               |

 Club qualifié lors la saison 2025-2026

## Ligue Europa de l'UEFA (C3)
(anciennement Coupe UEFA de 1971 à 2009)

## Classement européen et situation des clubs polonais
| Rang | Évolution (depuis 2024 | Club                  | Coefficient UEFA 2020-2021 | Coefficient UEFA 2021-2022 | Coefficient UEFA 2022-2023 | Coefficient UEFA 2023-2024 | Coefficient UEFA 2024-2025 | Points |
| ---- | ---------------------- | --------------------- | -------------------------- | -------------------------- | -------------------------- | -------------------------- | -------------------------- | ------ |
| 79   | +7                     | Lech Poznań           | 3.000                      | -                          | 14.000                     | 2.000                      | -                          | 19.000 |
| 90   | 0                      | Legia Varsovie        | 2.500                      | 4.000                      | -                          | 9.000                      | 0.000                      | 15.500 |
| 163  | +1                     | Raków Częstochowa     | -                          | 2.500                      | 2.500                      | 3.000                      | -                          | 8.000  |
| 251  | -                      | Wisła Cracovie        | -                          | -                          | -                          | -                          | 2.500                      | 2.500  |
| 252  | +16                    | Śląsk Wrocław         | -                          | 2.000                      | -                          | -                          | 2.000                      | 4.000  |
| 253  | -                      | Jagiellonia Białystok | -                          | -                          | -                          | -                          | 0.000                      | 0.000  |
| 254  | +12                    | Pogoń Szczecin        | -                          | 1.500                      | 1.500                      | 2.000                      | -                          | 5.000  |
| 255  | +12                    | Lechia Gdańsk         | -                          | -                          | 1.500                      | -                          | -                          | 1.500  |
| 256  | +13                    | Piast Gliwice         | 2.000                      | -                          | -                          | -                          | -                          | 2.000  |
| 257  | +13                    | KS Cracovia           | 1.000                      | -                          | -                          | -                          | -                          | 1.000  |